# Marcos Pérez Jiménez
Pour les articles homonymes, voir Pérez et Jiménez.

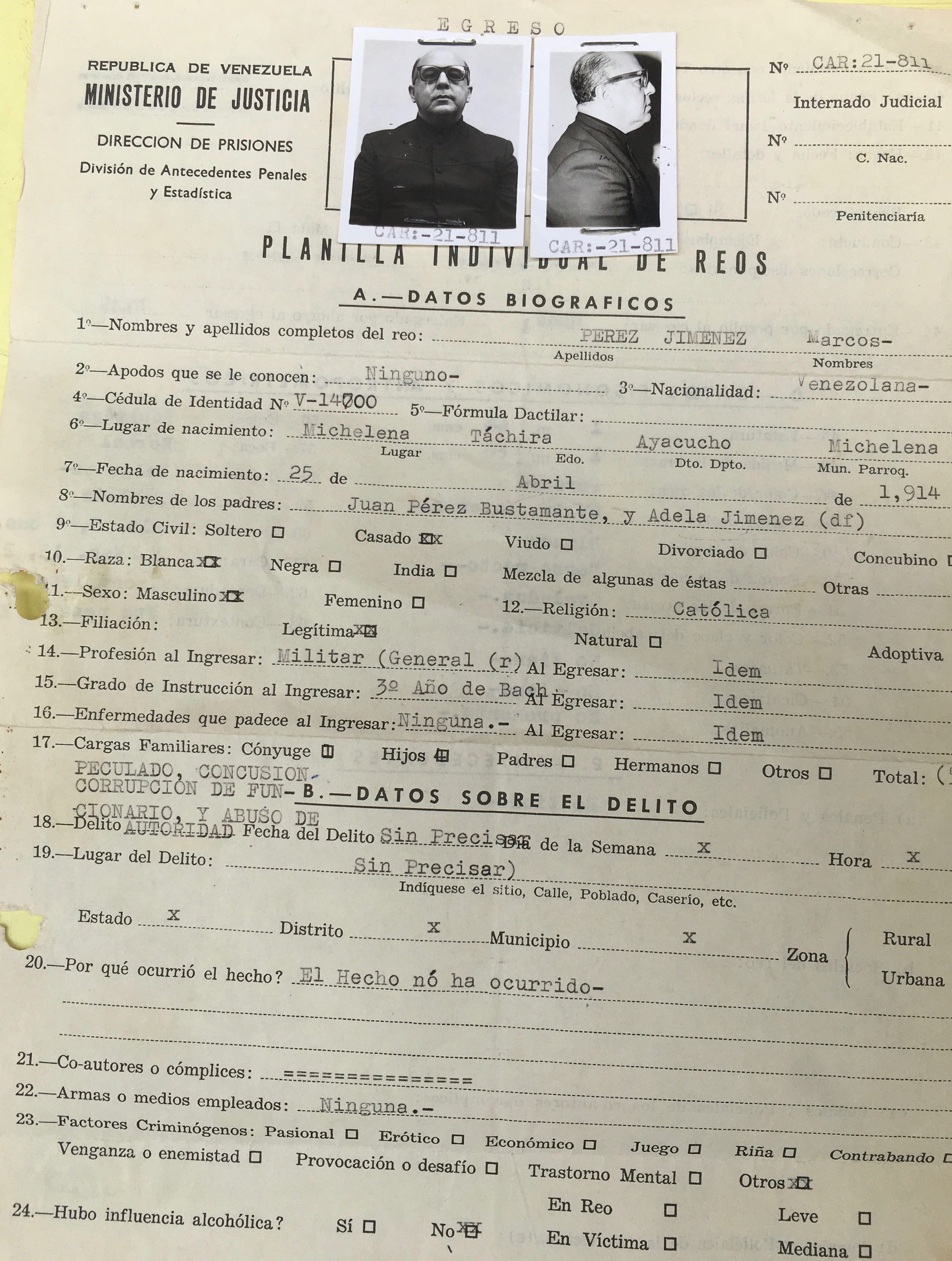

Marcos Pérez Jiménez (25 avril 1914 – 20 septembre 2001) est un homme d'État vénézuélien, chef de l’État de 1952 à 1958.

## Biographie
Marcos Pérez Jiménez est né à Michelena, dans l'État de Táchira. Son père est fermier et sa mère institutrice. Pérez Jiménez fréquente l'école dans sa ville natale et en Colombie ; il entre ensuite à l'Académie militaire du Venezuela et obtient son diplôme comme major de sa promotion en 1934 ; puis il étudie dans des collèges militaires au Pérou.
En 1945, il participe à un coup d'État qui contribue à installer le gouvernement de Rómulo Betancourt (du parti Action démocratique) et devient ministre de la Défense. Plus tard en 1948, il mène un autre coup d'État qui chasse le président élu Rómulo Gallegos. De 1948 à 1952, le pays est gouverné par une junte militaire dirigée par le lieutenant colonel Carlos Delgado Chalbaud, et qui comprend Pérez Jiménez et Germán Suárez Flamerich. Le 13 novembre 1950, Delgado Chalbaud est assassiné. La junte élit Suárez Flamerich au poste de président provisoire, mais le pouvoir réel est détenu par Pérez Jiménez.

### Dictature
La junte appelle les électeurs aux urnes en 1952. Quand les premiers résultats montrent que le chef de l'opposition est en tête et pourrait gagner, la junte met fin au processus électoral et nomme Pérez Jiménez président. Il change le nom officiel du pays, qui était « États-Unis du Venezuela » depuis 1864, en « république du Venezuela ». Ce nom restera jusqu'à ce que le président Hugo Chávez le modifie en « république bolivarienne du Venezuela »).
Pendant son gouvernement, Pérez Jiménez lance beaucoup de projets d'infrastructure, pour la plupart des constructions de routes, ponts, édifices du gouvernement, grand complexes de logement public et le très symbolique hôtel Humboldt (es) . En revanche, l'inflation atteint des sommets et l'université nationale est fermée.
Comme beaucoup de dictateurs, Pérez Jiménez n'est pas prêt à tolérer les critiques et son gouvernement poursuivit impitoyablement et anéantit l'opposition. La police secrète est alors omniprésente.
Le gouvernement des États-Unis lui décerne la Légion du mérite en 1954. Il bénéficie également d'une aide militaire américaine. 
Dès 1955, le Parti communiste du Venezuela entreprend un travail d'infiltration au sein des groupes d'officiers de l'armée en vue de fragiliser le régime de l'intérieur et obtient de très bons résultats.
En décembre 1957, des consultations électorales à l'issue desquelles Pérez Jiménez est plébiscité ont été organisés. Peu de personne donnent foi aux résultats officiels.
Janvier 1958 constitue le début de la fin pour Pérez Jiménez. Le 1er janvier, les forces aériennes de la base de Maracay se soulèvent et mitraillent le palais présidentiel. Le dictateur affirme contrôler le pays mais perd aussi le soutien de l’Église après avoir fait jeter en prison plusieurs curés. Le 23 janvier, à la suite de manifestations dans la rue, Pérez abandonne le pays.

### Exil
Il se rend d'abord en République dominicaine dirigée par Trujillo, puis aux États-Unis où il vit jusqu'en 1963, année où il est extradé vers le Venezuela pour le détournement de quelque 200 millions de dollars pendant son mandat présidentiel. Il est envoyé en prison et y reste jusqu'en 1968, où il est libéré. Il part en exil en Espagne. En 1968, il est élu sénateur mais son élection est invalidée sur une question de procédure. Il conserve la fortune qu'il s'était constituée et mène une vie royale dans une banlieue chic de Madrid. Il meurt à Alcobendas, près de Madrid, à l'âge de 87 ans.
Pérez Jiménez a eu quatre filles de sa femme et une fille, Monica, avec Marita Lorenz.